# Ледяшево
Ледяшево — упразднённая деревня в Казачинском районе Красноярского края России. Входила в состав Курбатовского сельсовета. Исключена из учётных данных в 1999 году.

## География
Располагалась на левом берегу реки Черемшанка (приток реки Нижняя), на региональной автодороге 04К044 «Енисейский тракт», на расстоянии приблизительно 10 км по прямой к северо-западу от села Курбатово.

## История
По данным на 1926 год деревня Ледяшева состояла из 38 хозяйств. В административном отношении входила в состав Курбатовского сельсовета Казачинского района Красноярского округа Сибирского края.

## Население
По данным переписи 1926 года в деревне проживало 157 человек (78 мужчин и 79 женщин), основное население — русские.